# (2829) Bobhope
(2829) Bobhope es un asteroide perteneciente al cinturón de asteroides, descubierto el 9 de agosto de 1948 por Ernest Leonard Johnson desde el Observatorio Union, en Johannesburgo, Sudáfrica.

## Designación y nombre
Designado provisionalmente como 1948 PK. Fue nombrado Bobhope en honor al humorista y actor inglés Bob Hope.